# 瀧川克里斯特爾
瀧川克里斯特爾（日语：／ Takigawa Kurisuteru，1977年10月1日—），日本自由播音員，前共同電視播報員、法裔日本人。現時所屬事務所是Phonics。全名瀧川·拉尔杜·克里斯特爾·雅美（法語：Takigawa Lardux Christel Masami），日本名瀧川雅美（日语：／ Takigawa Masami）。

## 經歷
瀧川的父親是法國人，母親是日本人，出生於法國巴黎。外祖父瀧川勝三是政壇人物，曾任市議員；外曾祖母瀧川稻是日本婦女運動的先驅。弟弟泷川洛兰是模特兒，表姐目黑陽子是自由新聞報導員，表弟瀧川英治是演員。
三歲時跟隨家人來到日本，至母親的出身地兵庫縣神戶市居住。小學六年級時，因父親工作關係再次移居法國。一年之後再度返回日本。先後在世田谷區立砧中學校、東京都立青山高等學校、青山學院大學文學部法國文學科就讀。
2000年曾應聘富士電視台播音員，但最終選拔不合格。但賞識她是難得的人才，於是邀請她加入同屬富士電視台旗下的共同電視，與安藤幸代、相川梨繪同期入社。
新人時期曾用日本名「瀧川雅美」活動，但考慮到她典型的西洋人外貌，電視台決定讓她改用「克里斯特爾」之名活動。入社後三年間在富士電視台播音室進行研修，出演了《職業棒球新聞》、《少年TIRE》、《FNN SUPER NEWS》等節目。之後重返共同電視，與富士電視台簽訂專屬合同。
2002年10月，出任《News JAPAN》的新聞報導員。2007年4月開始與安藤優子共同主持《新報道Premiere A》。
2008年10月30日，與富士電視台、共同電視台、cent. Force共同設立的播報員經紀公司Phonics簽訂專屬合同，從共同電視退職（實質上移籍）。
2009年9月25日，正式從擔任了七年主持工作的《News JAPAN》畢業；同年9月30日，共同電視台在籍期間與富士電視台簽訂的專屬合同到期。
2013年9月7日，在布宜諾斯艾利斯舉行的第125屆國際奧會全體會議上以流利的英語及法語擔任東京申辦2020年夏季奧運的申辦大使（Bid Ambassador），講詞中以「熱情好客」（お・も・て・な・し）來陳述日本的優點。也因為傑出的介紹演說，被認為是東京成功拿下2020年夏季奧運主辦權的重要功臣。
2019年8月7日，正式宣佈和日本前首相小泉純一郎次子，日本自民黨眾議員小泉進次郎結婚，另外也宣佈證實已懷孕。
2020年1月17日，瀧川誕下一名男嬰。2023年11月20日，瀧川誕下一名女嬰。

## 荣誉

### 外国勋章奖章
- 艺术与文学骑士勋章（法国文化部，2013年1月17日于东京颁发）
- 国家功绩骑士勋章（法国，2018年12月4日于东京颁发[4]）

## 外部連結
- Phonics 官方網站檔案（页面存档备份，存于）
- 博客（页面存档备份，存于）